# Fresnedillas de la Oliva
Fresnedillas de la Oliva település Spanyolországban, Madrid tartományban. Fresnedillas de la Oliva Robledo de Chavela, Navalagamella és Colmenar del Arroyo községekkel határos. Lakosainak száma 1837 fő (2024).

## Népesség
A település népessége az utóbbi években az alábbiak szerint változott:
| Lakosok száma | 855  | 1097 | 1298 | 1396 | 1592 | 1545 | 1550 | 1572 | 1784 | 1837 |
|               | 2001 | 2004 | 2007 | 2009 | 2012 | 2014 | 2017 | 2019 | 2022 | 2024 |